# Obrium
Obrium es un género de escarabajos longicornios.

## Distribución
Se distribuye por Asia, América y Europa.

## Ejemplares del género

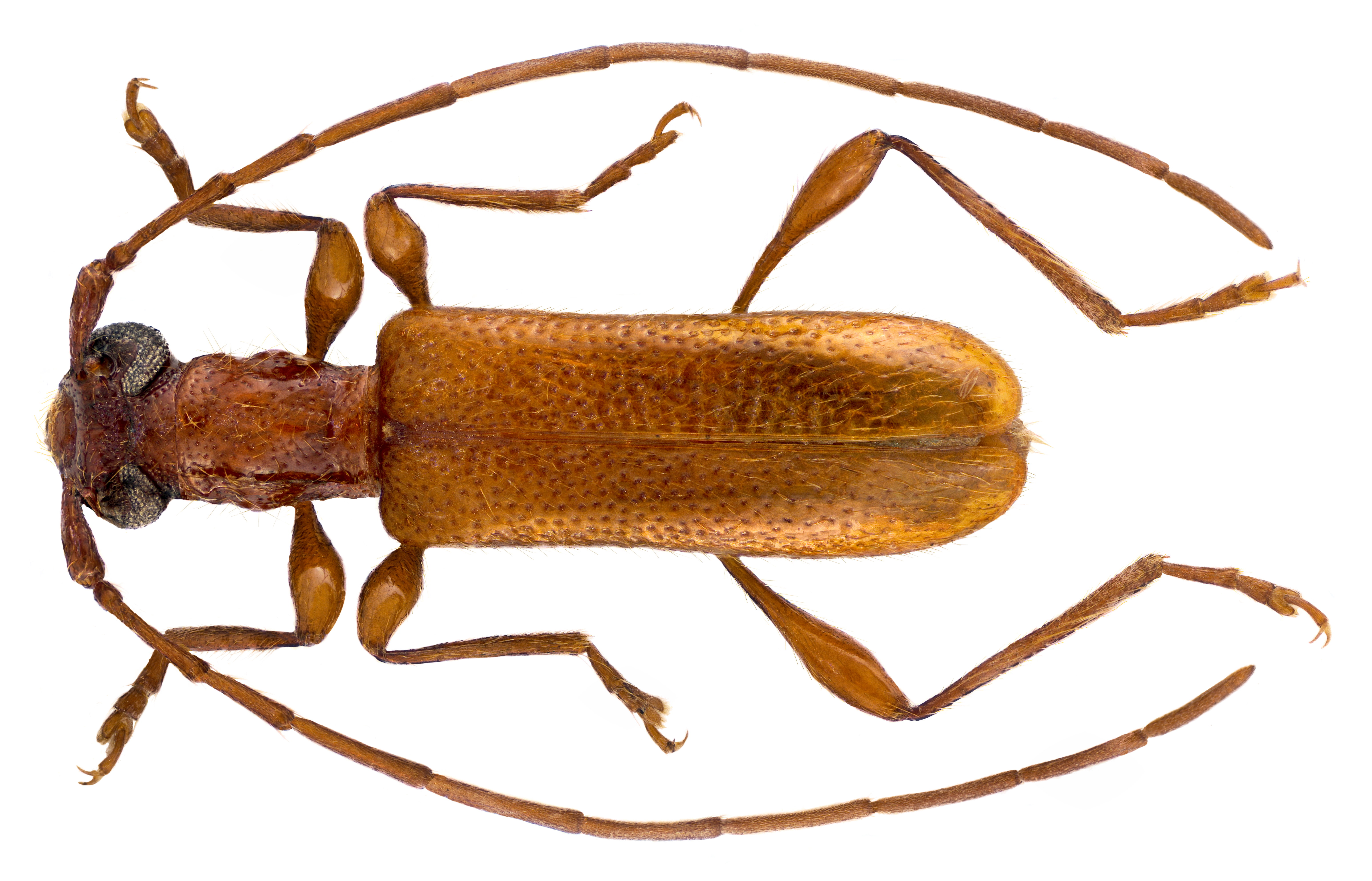
Obrium brevicorne
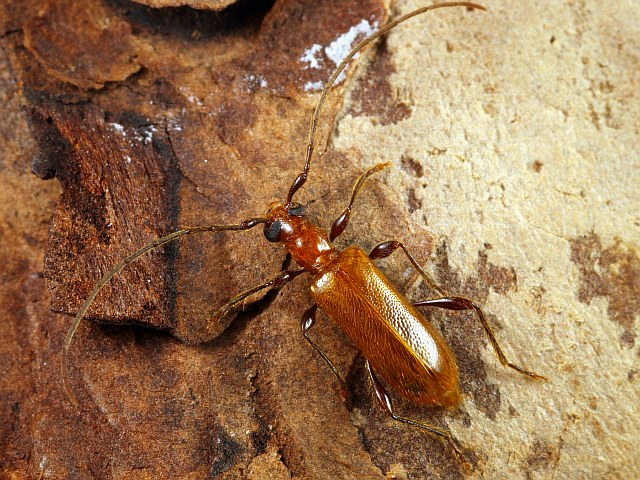
Obrium cantharinum
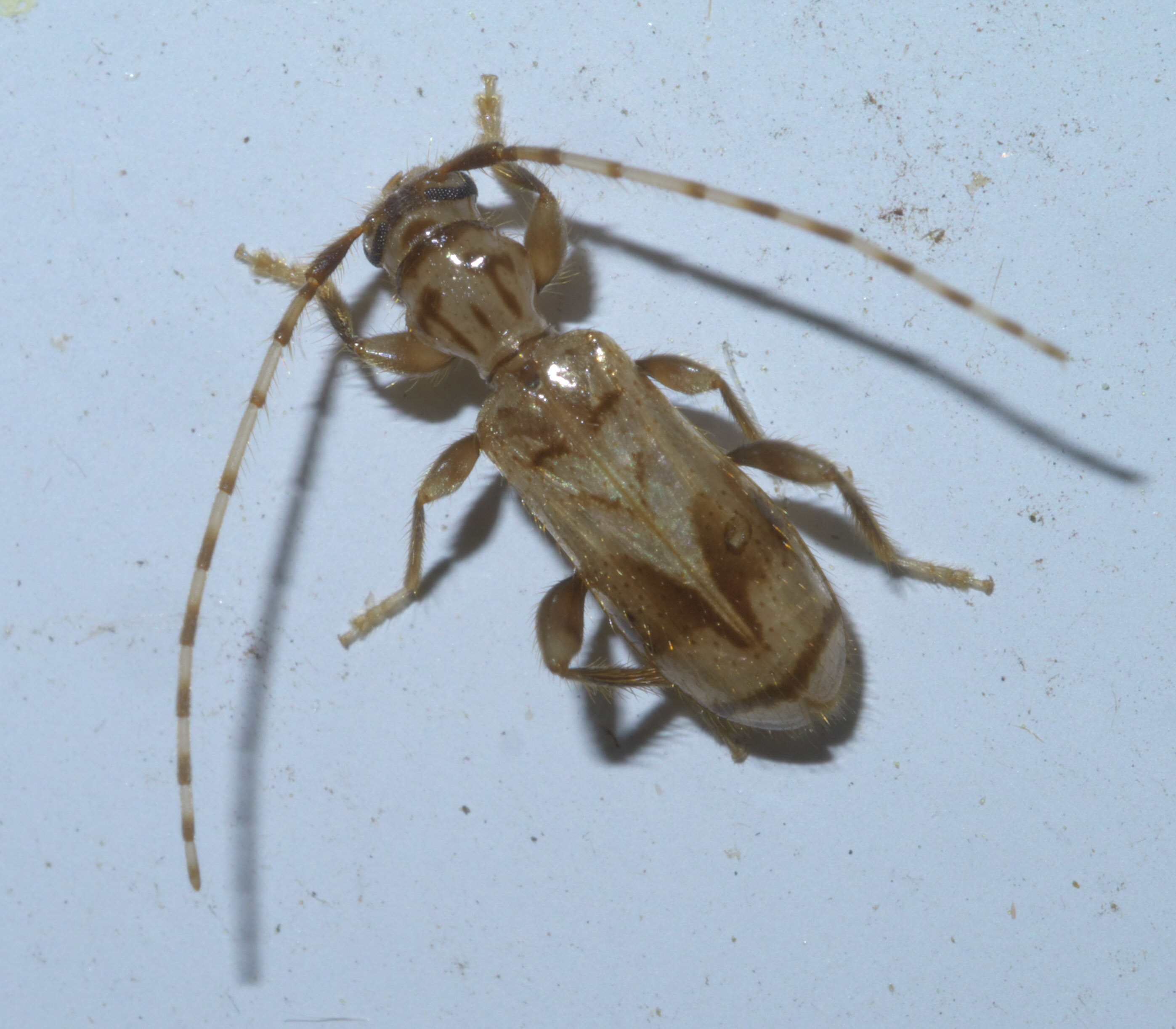
Obrium maculatum
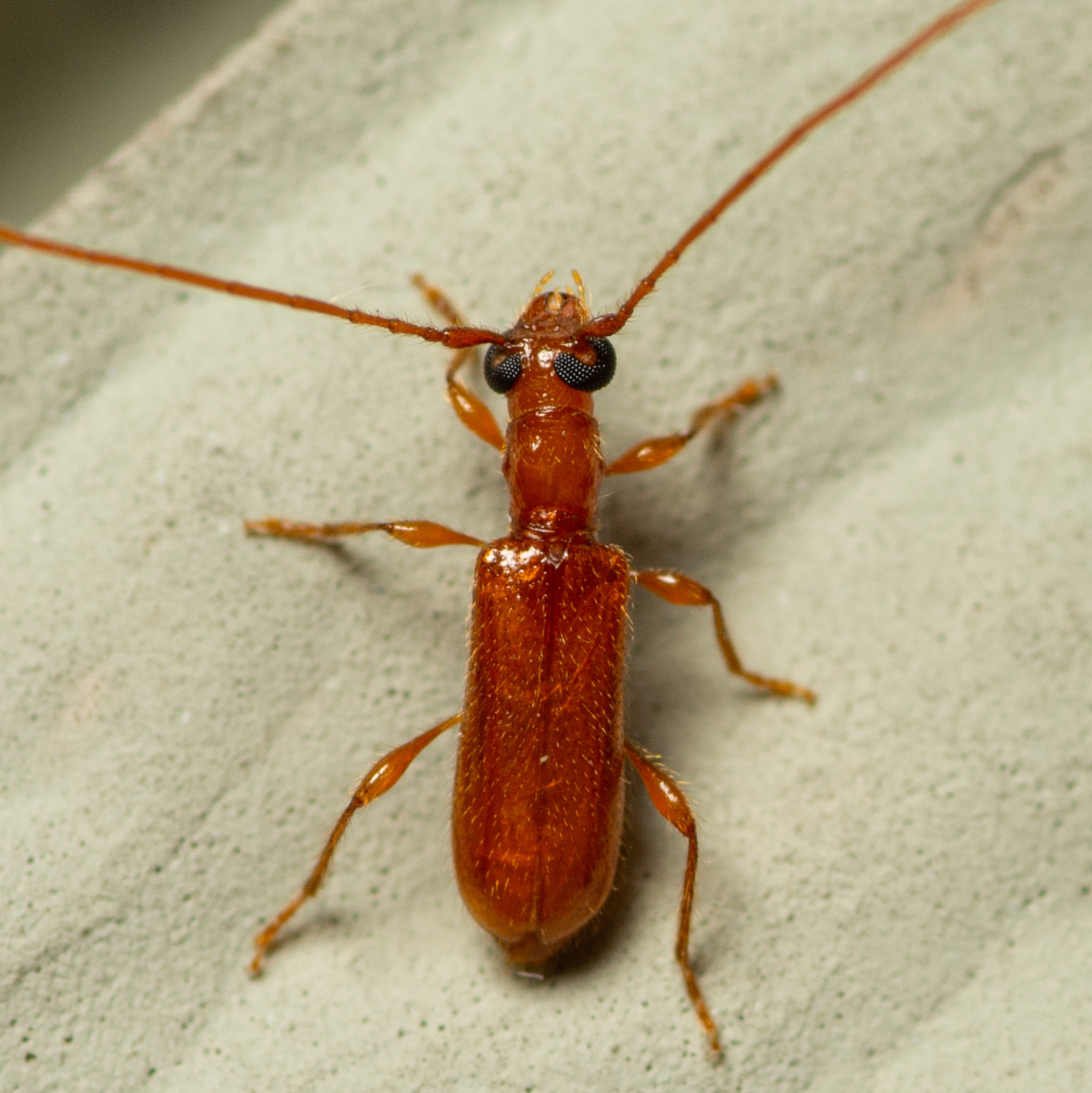
Obrium rufulum
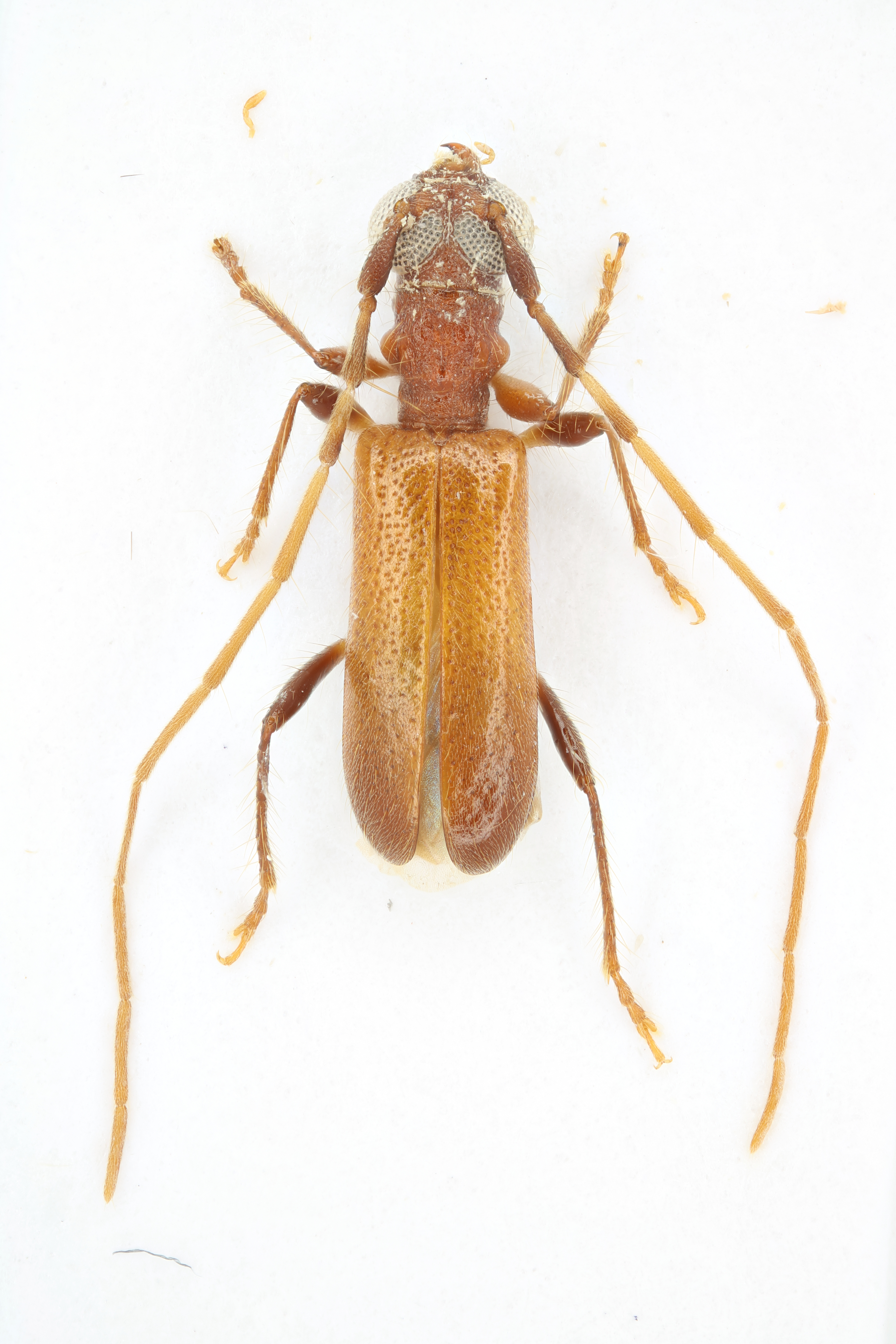
Obrium sp.

## Especies
- Obrium aegrotum Holzschuh, 1982
- Obrium akikoae Niisato, 1998
- Obrium albifasciatum Bates, 1872
- Obrium angulosum Bates, 1885
- Obrium angustum Lazarev, 2020
- Obrium anmashanum Niisato & Chou, 2018
- Obrium arciferum Bates, 1885
- Obrium asperatum Joly, 2010
- Obrium balteatum Hovore & Chemsak, 1980
- Obrium bartolozzii Adlbauer, 2002
- Obrium batesi Hovore & Chemsak, 1980
- Obrium beckeri Knull, 1962
- Obrium bifasciatum Martins & Galileo, 2004
- Obrium brevicorne Plavilstshikov, 1940
- Obrium brunneum (Fabricius, 1793)
- Obrium californicum Van Dyke, 1920
- Obrium cantharinum (Linné, 1767)
- Obrium cantharinum shimomurai Takakuwa, 1984
- Obrium castaneomarginatum Hayashi, 1977
- Obrium cephalotes Pic, 1923
- Obrium cicatricosum Gounelle, 1909
- Obrium circumcinctum Aurivillius, 1910
- Obrium circunflexum Martins & Galileo, 2004
- Obrium clavijoi Joly, 2010
- Obrium clerulum Bates, 1885
- Obrium complanatum Gressitt, 1942
- Obrium constricticolle Schaeffer, 1908
- Obrium consulare Holzschuh, 2008
- Obrium coomani Pic, 1927
- Obrium cordicolle Bates, 1870
- Obrium coreanum Niisato & Oh, 2016
- Obrium costaricum Hovore & Chemsak, 1980
- Obrium cribripenne Bates, 1885
- Obrium cruciferum Bates, 1885
- Obrium dimidiatum Hovore & Chemsak, 1980
- Obrium discoideum (LeConte, 1873)
- Obrium dominicum Linsley, 1957
- Obrium elongatum Niisato, 1998
- Obrium facetum Holzschuh, 1989
- Obrium filicorne Holzschuh, 2008
- Obrium formosanum Schwarzer, 1925
- Obrium fractum Holzschuh, 2003
- Obrium fumigatum Holzschuh, 1995
- Obrium fuscoapicale Hayashi, 1974
- Obrium giesberti Hovore & Chemsak, 1980
- Obrium glabrum Knull, 1937
- Obrium hainanum Niisato & Hua, 1998
- Obrium hattai Ohbayashi & Ohbayashi, 1965
- Obrium helvolum Holzschuh, 2008
- Obrium huae jianbini Niisato & Chou, 2018
- Obrium huae Niisato, 1998
- Obrium invenustum Holzschuh, 2008
- Obrium latecinctum Joly, 2010
- Obrium longicolle Jordan, 1894
- Obrium maculatum (Olivier, 1800)
- Obrium madidum Holzschuh, 2011
- Obrium mendosum Holzschuh, 2010
- Obrium mimicum Zubarán, 2020
- Obrium miranda Niisato, 2009
- Obrium mozinnae Linell, 1897
- Obrium multifarium Berg, 1889
- Obrium nakanei Ohbayashi, 1959
- Obrium nitidum Niisato & Chou, 2018
- Obrium obliquum Martins & Galileo, 2004
- Obrium obscuripenne Pic, 1904
- Obrium obscuripenne takakuwai Niisato, 2006
- Obrium oculatum Niisato & Hua, 1998
- Obrium pallidisignatum Hayashi, 1977
- Obrium peculiare Martins & Galileo, 2011
- Obrium peninsulare Schaeffer, 1908
- Obrium piperitum Bates, 1885
- Obrium planicolle Hovore & Chemsak, 1980
- Obrium posticum Gahan, 1894
- Obrium posticum saigonense Pic, 1933
- Obrium prosperum Holzschuh, 2008
- Obrium quadrifasciatum Zajciw, 1965
- Obrium randiae Gardner, 1926
- Obrium rubidum LeConte, 1850
- Obrium ruficolle Bates, 1885
- Obrium rufograndum Gressitt, 1937
- Obrium rufulum Gahan, 1908
- Obrium schwarzeri Hayashi, 1974
- Obrium semidiffusum Joly, 2010
- Obrium semiformosanum abirui Niisato & Takakuwa, 1996
- Obrium semiformosanum Hayashi, 1974
- Obrium takahashii fukidai Fujita, 2023
- Obrium takahashii Kusama & Takakuwa, 1984
- Obrium tanzaniensis Adlbauer, 2017
- Obrium tavakiliani Adlbauer, 2003
- Obrium trifasciatum Bosq, 1951
- Obrium trilobatum Zubarán, 2020
- Obrium unicolor Gardner, 1936
- Obrium vicinum Gounelle, 1909
- Obrium xanthum Hovore & Chemsak, 1980
- Obrium yamasakoi Niisato & Chou, 2018
- Obrium yueyunae Niisato & Chou, 2018